# 안드레아스 톰
안드레아스 톰(독일어: Andreas Thom, 1965년 9월 7일, 브란덴부르크 주 뤼더스도프 바이 베를린 ~)은 독일의 전직 프로 축구 선수로, 현역 시절 BFC, 레버쿠젠, 셀틱, 그리고 헤르타 베를린에서 공격수로 활약했다. 그는 1980년대에 동독 국가대표팀 일원으로 51번의 경기에 출전했고, 통일 후 1990년대에 독일 국가대표팀 경기를 10번 출전했다. 그는 현역 은퇴 후, 헤르타 베를린의 유소년 감독을 역임했다.

## 클럽 경력

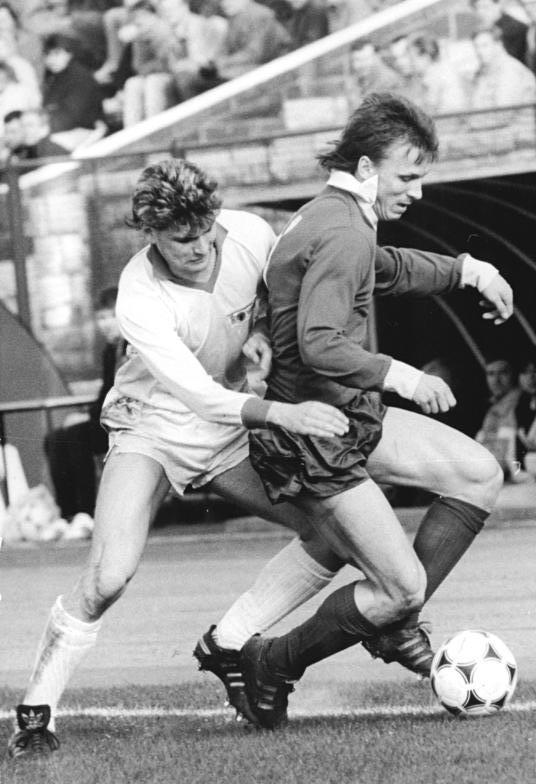
1989년, 우니온 베를린과 BFC 간 경기에서 공을 경합하는 톰.

안드레아스 톰은 동독의 뤼더스도프 바이 베를린 출신으로, 유년 시절에 헤어츠펠데에서 축구를 시작했다. 안드레아스 톰은 1974년에 BFC의 유소년부에 합류했고, 동시에 베를린 알트-호헨쇤하우젠의 정예 아동청소년 "베어너 젤렌빈더"(Werner Seelenbinder) 스포츠 학교(KJS)를 다녔다. 그는 1987년에 라이프치히의 독일체육문화대학교(DFHK)에서 체육 교육학위를 받았다.
안드레아스 톰은 BFC 소속으로 1983년 10월 22일에 카를 차이스 예나와의 경기에서 베언트 슐츠와 교체 투입되며 DDR 오버리가 무대에서 프로 무대 신고식을 치렀다. 그는 이후 1983년 11월 2일에 열린 BFC와 파르티잔과의 1983-84 시즌 유러피언컵 경기에서 국제 경기에 처음 출전했다. BFC에서 활약하던 시절, 그는 1984년, 1985년, 1986년, 1987년, 그리고 1988년에 DDR 오버리가를, 1988년과 1989년에는 FDGB-포칼을 우승했다. 그는 1989년 FDGB-포칼 결승전의 1-0 결승골 주인공이기도 했다. 톰은 1987-88 시즌 리그 득점왕에 오르기도 했다. 그는 리그 단일 시즌에 6차례 이주의 선수로 선정되기도 했다. 톰은 1988년에 동독 올해의 축구 선수로 지명되기도 했다.
1989년 12월 16일, 톰은 분데스리가의 레버쿠젠으로 2.5M DM(£900,000에 상응하는 가치)에 이적하면서 서독 구단에 입단한 첫 동독인이 되었다. 이 이적을 통해 톰은 분데스리가의 손꼽히는 고액의 급여를 받는 선수가 되었고, 레버쿠젠 내에서는 최고 급여를 받는 선수였다. 톰은 1990년 2월 17일에 3-1로 이긴 홈부르크와의 경기에서 선제골을 기록했다. 톰은 레버쿠젠에서 5년을 보냈고, 1993년 6월 12일에 DFB-포칼에서 결승에 올라 헤르타 베를린 2군을 1-0으로 이기고 대회 우승을 거두었다. 프란츠 베켄바워는 주관적으로 본 선수들 중 안드레아스 톰이 가장 군더더기 없는 선수였다고 평했다.
`995년 7월, 톰은 글래스고 연고의 셀틱으로 당시 역대 최고 이적료인 £2.2M에 입단했다. 1997년 11월 30일, 톰은 던디 유나이티드와의 스코티시 리그컵 결승전에서 3-0으로 이기며 또다시 대회 우승 메달을 목에 걸었다. 톰은 1998년 1월에 헤르타 베를린과 계약하면서 독일 무대에 복귀했는데, 그는 앞서 개막 이래 셀틱에서 리그 15번의 경기에 출전했고, 1998년 5월에 셀틱이 스코티시 리그를 우승하면서, 그도 우승 메달을 가져갔다.
톰은 은퇴할 때까지 헤르타 베를린에서 4년을 더 보냈다. 톰의 마지막 출전 경기는 2001년 3월 7일에 열린 운터하힝과의 경기로, 교체로 출전해 2-1 승리에 일조했다. 2000-01 시즌, 그는 대게 헤르타의 2군에서 활동했다.

## 국가대표팀 경력
톰은 1984년부터 1990년까지 동독 국가대표팀 경기에 51번 출전해 16골을 기록했다. 그의 첫 국가대표팀 경기는 1984년 10월 10일에 열린 알제리와의 친선경기였다. 그는 1985년 2월 6일에 3-2로 이긴 에콰도르와의 경기에서 첫 국가대표팀 경기 득점에 성공했고, 이후로 15골을 더 성공시켰다. 톰은 동독이 출전한 1986년 월드컵 예선전에서 6번 출전해, 1985년 9월 28일에 베오그라드에서 열린 유고슬라비아와의 경기에서 2골로 2-1 승리를 견인하며 주요 대회 경력을 화려히 시작했다. 그러나, 동독은 예선 4조에서 프랑스와 불가리아에 밀려 월드컵 본선에 진출하지 못했다. 그는 이후 동독 국가대표팀의 주전으로 발돋움해 유로 1988에서 열린 경기를 8번 모두 출전했다. 그는 같은 기간에 5골을 기록했는데, 이 중 1987년 6월에 6-0으로 대승한 아이슬란드전에서 해트트릭을 달성하기도 했다. 그러나, 동독은 소련에 밀려 조 2위로 마감해또다시 대회 본선 진출이 좌절되었다.
1988년, 톰은 레네 뮐러를 대신해 6경기 동안 국가대표팀 주장을 맡았는데, 이 중 아이슬란드와 튀르키예를 상대하는 1990년 월드컵 예선전 처음 2경기가 포함되었다. 그는 두 월드컵 예선전 경기에서 득점포를 가동해 아이슬란드에는 2-0 승리를 안겼고, 이스탄불에서 1-3으로 패한 튀르키예전에서는 영패를 면하는 골을 기록했다. 톰은 1989년 10월 8일에 동독 국가대표팀 마지막 골을 기록했는데, 동독은 소련에 0-1로 끌려가다가 2-1 역전승을 거두었다. 동독은 오스트리아전에서 비기기만 해도 본선에 진출할 수 있었다. 그러나, 이 경기에서 0-3으로 패하면서 예선 조를 4위로 마감했다.
독일 통일 후, 톰은 통독 국가대표팀 일원으로 1990년 12월 19일에 다른 전 동독 국가대표팀 선수들과 처음으로 출전했다. 그는 4-0으로 이긴 스위스와의 경기에서 마티아스 자머와 교체되어 들어가 투입 30초만에 3-0으로 앞서나가는 골을 기록했다. 그는 국가대표팀 경기에 9번 더 출전해 1골을 추가했다. 1992년, 그는 처음이자 마지막으로 주요 국제 대회에 참가했는데, 덴마크와의 유로 1992 결승전에서 슈테판 에펜베르크와 교체되어 들어가 경기를 뛰었다.

## 감독 경력
2003년 12월에 휘프 스테번스 감독이 헤르타 베를린 감독직에서 경질되면서, 톰이 3경기 동안 감독을 대행해 한스 마이어가 그 달 말에 취임하기 전까지 공백을 메웠다. 톰은 구단의 수석 코치로서 마이어의 후임 팔코 괴츠의 임기때까지 자리를 유지했다. 2007년 4월 10일, 톰은 괴츠와 함께 헤르타 베를린에서의 성적 부진으로 경질되었다.
2008년 12월 15일, 톰은 2009년 1월에 하부 리그 홀슈타인 킬에서 수석 코치로 취임했다. 팔코 괴츠 감독의 지휘 하에, 톰은 홀슈타인 킬이 2009년에 북부 레기오날리가에서 전국 3부 리그 승격을 이룩할 수 있도록 보좌했다. 2010년 2월 15일, 홀슈타인 킬은 안드레아스 톰을 경질했다.
2010-11 시즌, 톰은 헤르타 베를린의 U-17 선수단 감독으로 취임했다. 2017년 여름, 다르더이 팔 헤르타 베를린의 신임 감독은 톰을 1군으로 차출해 공격수 훈련에 집중토록 했다.

## 수상
BFC
- DDR 오버리가: 1984, 1985, 1986, 1987, 1988[4][5]
- FDGB-포칼: 1988,[6] 1989[6]
- DFV-슈퍼컵: 1989

레버쿠젠
- DFB-포칼: 1993[14]

셀틱
- 스코티시 풋볼 리그: 1998[20][21]
- 스코티시 리그컵: 1997[18]

독일
- 유럽 선수권 대회 준우승: 1992[33]

개인
- 동독 올해의 축구 선수: 1988[9]